# Lucas Paulos
Lucas Paulos (Lomas de Zamora, 9 de enero de 1998) es un jugador hispano-argentino de rugby que juega como segunda línea para el Aviron Bayonnais del Top 14.

## Clubes
| Club                      | País      | Referencia  |
| ------------------------- | --------- | ----------- |
| Club de Rugby Majadahonda | España    | [ 2 ]       |
| Olivos R.C.               | Argentina | [ 3 ]       |
| Jaguares                  | Argentina | [ 4 ] [ 5 ] |
| Aviron Bayonnais          | Francia   |             |

## Selección
En 2018 formó parte del seleccionado sub-20 de Argentina..Es el primer convocado por Los Pumitas en formarse en España. Anteriormente jugó con las selecciones sub-16 y sub-18 de España, con la que disputó un Campeonato de Europa.